# Victor Turner
Victor Witter Turner (* 28. Mai 1920 in Glasgow; † 18. Dezember 1983 in Charlottesville, Virginia) war als Ethnologe ein Vertreter der symbolischen Anthropologie. Er war schottischer Herkunft. Seine ethnologische Tätigkeit ist der Richtung der Manchester School of Anthropology zuzurechnen. Seine Hauptforschungsarbeit leistete er im südlichen Afrika. Weiter untersuchte er Pilgerreisen in Mexiko, Brasilien und Irland. Am bekanntesten ist seine Erforschung der Rituale und Symbolik der Ndembu im heutigen Sambia.

## Leben
Turners Vater war Elektroingenieur, seine Mutter Violet Winter Schauspielerin und Gründungsmitglied des schottischen Nationaltheaters. Nach der Trennung seiner Eltern im Alter von elf Jahren wuchs er bei seiner Großmutter mütterlicherseits in Bournemouth auf. Er studierte englische Literatur am University College London, bevor er 1941 zur britischen Armee einberufen wurde. Da er den Dienst an der Waffe verweigerte, wurde er einer Bombensucheinheit zugeteilt. 1943 heiratete er Edith Lucy Brocklesby Davis und wurde in den folgenden Jahren Vater von fünf gemeinsamen Kindern.
Nach Kriegsende studierte er Ethnologie am neuen Department of Anthropology des University College London und schloss sein Studium 1949 mit dem B. A. (with honors) ab. Max Gluckman bewog ihn, sein Studium in Manchester am neuen Department für Ethnologie fortzusetzen. Der dort herrschende marxistische Humanismus überzeugte Turner, sodass er der Kommunistischen Partei beitrat. 1951 reiste er nach Sambia, um in der Position eines research officer des Rhodes-Livingstone Institute Feldforschungen durchzuführen.
Insgesamt zweieinhalb Jahre verbrachten die Turners bei den Ndembu in der Nordwest-Provinz. 1955, ein Jahr nach seiner Rückkehr, erwarb Turner mit seiner Schrift Schism and Continuity in an African Society (veröffentlicht 1957) den Ph. D. in Social Anthropology. Er hatte sich inzwischen vom Marxismus abgewandt und rekonvertierte 1957 zum Katholizismus. Bis 1963 lehrte Turner an der Universität Manchester und trat 1963 eine Professur an der amerikanischen Cornell University an. Hier beschäftigte er sich ausführlich mit den Ritualen und Symbolen der Ndembu, wodurch er seinen Ruhm in vergleichender Symboltheorie und prozessualer Ritualanalyse begründete. Zwischen 1968 und 1977 lehrte Turner an der Universität Chicago. Gemeinsam mit seiner Frau bereiste er zwischen 1969 und 1972 Mexiko, Irland und Frankreich, später noch Indien, Japan und Brasilien, um das Wallfahrtswesen zu erforschen. 1977 wechselte er an die University of Virginia, wo er bis zu seinem Tod durch einen Herzinfarkt als Professor für Anthropology and Religion lehrte.

## Vertreter der symbolischen Anthropologie
Turner repräsentiert den ideelleren Strang innerhalb der britischen Manchester School of Anthropology. Wie alle Angehörigen der Manchester School befasste er sich vor allem mit Veränderungsprozessen, mit Gegensätzlichkeiten vor Ort unter Einbindung überregionaler, globaler Zusammenhänge. Typisch für seine Arbeitsweise war das unbekümmerte Überschreiten von Fachgrenzen.
Zusammen mit Max Gluckman arbeitete er im südlichen Afrika, wandte sich aber vor allem den symbolischen Bereichen zu. Dabei untersuchte er Spannungs- und Veränderungsprozesse im religiösen Bereich. Das südliche Afrika der damaligen britischen Kolonialzeit war geprägt von ständigen Veränderungsprozessen, die sich gerade im Copperbelt drastisch zeigten. Er sah, wie im Minengebiet zehntausende ehemalige tribale Bauern zu Pendlern und Minenarbeitern wurden. Er fragte nach Symbolen und Ritualen, die in den Prozessen des Wandels von tribalen Gruppen hin zu Minenarbeitern, der Verstädterung, der Detribalisierung entstehen.

## Theorien
Turner fand heraus, dass gerade in unsicheren Zeiten der Veränderung und des Wandels Symbole und Rituale angewendet werden, um Sicherheit angesichts der Ungewissheit herzustellen.
Einige Jahrzehnte nach Arnold van Gennep schließt Turner an dessen große Ritualtheorien an. Laut Turner entsteht in einem Ritual unter Teilnehmern, die gemeinsam die Liminalität durchlaufen (die Zwischenphase im Passageritus nach van Gennep), eine Gemeinschaftlichkeit, die mit Hilfe der Symbole und des tänzerischen und musikalischen Ablaufs eine gemeinsame, neue Identität herstellen kann. Diese Identität kann verfestigt und betont werden, indem sich das Ritual als Ereignis vom Alltag abhebt und eine Gegenwelt zum Alltag erzeugt.
Diese besondere Gemeinschaftlichkeit bezeichnet er als Communitas und kennzeichnet insbesondere, dass innerhalb einer Communitas keine klaren sozialen Strukturen bestehen, sondern wenigstens für die Dauer des Rituals „alle gleich sind“. Turner zeigt das insbesondere an einem Ritual zur Einsetzung eines Häuptlings, in dem die sonst allgemein üblichen hierarchischen Regeln aufgehoben sind. Hier haben Akteure, die innerhalb der Liminalität und damit außerhalb der Gesellschaft stehen, die Macht, Dinge zu tun oder zu sagen, die innerhalb der Gesellschaft nicht erlaubt wären.
Eine weitere Beobachtung ist, dass Menschen, die gemeinsam eine Liminalität durchlaufen haben, einander häufig verbunden bleiben. Wenn die in der Liminalität durchlaufene Veränderung besonders tief ist, kann diese Verbundenheit durchaus ein Leben lang andauern.
Turner folgt Arnold van Gennep in dessen Modell der Übergangsriten. Übergangsriten regeln den Status- oder Positionswechsel von Individuen innerhalb von Gesellschaften und sichern so den Fortbestand der Gemeinschaft. Diese Riten finden in drei Phasen statt, die hier am Beispiel eines Initiationsrituals veranschaulicht werden:
- Trennungsphase: Der Initiand verlässt seinen bisherigen Status.
- Schwellenphase bzw. Liminalität: Der Initiand besitzt keine gesellschaftlichen Merkmale und wird für die Pflichten und Aufgaben des kommenden Status vorbereitet.
- Wiedereingliederung: Im Zuge eines Rituals gelangt der Initiand in seinen neuen Status.

Turner prägte den Begriff des „Sozialen Dramas“.
Das soziale Drama umfasst vier Stufen:
- Bruch mit der sozialen Norm
- Krise und Konflikt
- Versuch der Konfliktlösung durch ein Ritual
- Wiedereingliederung oder Spaltung

## Auszeichnungen
- 1965 erhielt er in Anerkennung für seine herausragende Feldforschungsleistung die Rivers Memorial Medal des Royal Anthropological Institute of Great Britain and Ireland.
- 1973 wurde er zum Mitglied der American Academy of Arts and Sciences gewählt.

## Nachwirken
Turners Werk ist für die moderne Ethnologie und Religionswissenschaft von erheblichem Einfluss. Als Anreger wirkte Turner auch auf die Literaturwissenschaft, Linguistik, Semiotik, Performanz, Theatertheorie, Theologie, Subkulturforschung, Migrationsforschung, Kultursoziologie und Volkskunde. Seine Feldforschung, insbesondere deren dialogisches Prinzip, gilt als exemplarisch. Die Kritik, vorgebracht unter anderem von Clifford Geertz und Justin Stagl, entzündete sich besonders an seiner weitläufigen, ahistorischen Analogiebildung, seinem Hang zur Idealisierung und seinem Bekenntnis zum Katholizismus, welches ethnologisch-wissenschaftliche Analyse ideologisch verforme.

## Veröffentlichungen (Auswahl)
Turner veröffentlichte als Autor und Herausgeber zwanzig Bücher und verfasste mehr als siebzig Artikel.
- 1957: Schism and Continuity in an African Society: A Study of Ndembu Village Life.
- 1964: Betwixt and Between: The Liminal Period in Rites de Passage. In: Symposium on New Approaches to the Study of Religion, hg. v. Melford E. Spiro; Seattle, American Ethnological Society.
- 1967: The Forest of Symbols. Aspects of Ndembu Ritual. Cornell University Press, Ithaca and London.
- 1968: The Drums of Affliction: A study of Religious Processes among the Ndembu.
- 1969: The Ritual Process: Structure and Antistructure. PAJ Publications, New York.
- 1974: Dramas, Fields, and Metaphors. Symbolic Action in Human Society. Cornell University Press, Ithaca and London.
- 1977: Process, System, and Symbol: A New Anthropological Synthesis. In: Daedalus. 1977, S. 61–80.
- 1982: From Ritual to Theatre. The Human Seriousness of Play. PAJ Publications, New York.
- 1986: The Anthropology of Performance. PAJ Publications, New York.

deutsch:
- Vom Ritual zum Theater. Der Ernst des menschlichen Spiels. Fischer-Taschenbuch-Verlag, Frankfurt am Main 1995, ISBN 3-596-12779-3.
- Das Ritual: Struktur und Anti-Struktur. Campus-Verlag, Frankfurt/Main 2005, ISBN 3-593-37762-4.

## Sekundärliteratur
- Hendrik Hillermann: Victor Witter Turner: Eine Biografie. Kohlhammer, Stuttgart 2017, ISBN 978-3-17-033353-6.
- Christian Claucig: Liminalität und Adoleszenz. Victor Turner, Mukanda und die Psychoanalyse oder: The Anthropologist's Fallacy. Turia + Kant, Wien/Berlin 2016, ISBN 978-3-85132-785-4.
- Peter Bräunlein: Victor Turner. In: Axel Michaels (Hrsg.): Klassiker der Religionswissenschaft. Beck, München 1997, ISBN 3-406-42813-4, S. 324–341.
- Peter Bräunlein: Victor Turner. Rituelle Prozesse und kulturelle Transformationen. In: Stephan Moebius, Dirk Quadflieg (Hrsg.): Kultur. Theorien der Gegenwart. VS – Verlag für Sozialwissenschaften, Wiesbaden 2006, ISBN 3-531-14519-3, S. 91–100.
- Kathleen M. Ashley (Hrsg.): Victor Turner and the Construction of Cultural Criticism. Indiana University Press, Bloomington u. a. 1990, ISBN 0-253-20594-8.